# Первая снежная буря 2010 года в США

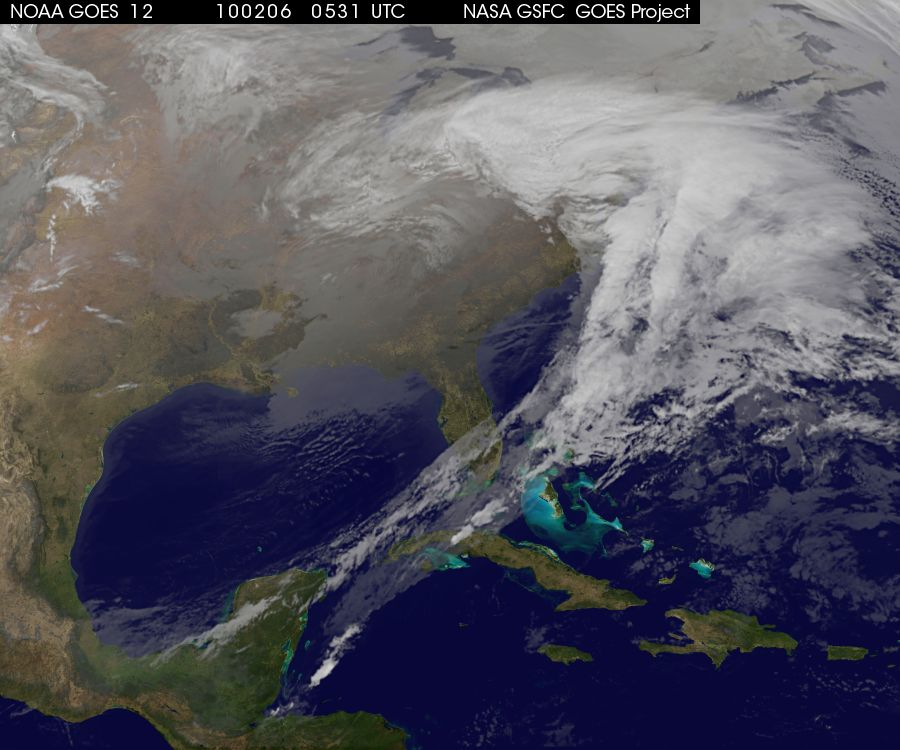
Снежная буря на северо-востоке США. Снимок 6 февраля со спутника GOES 12.

Снежная буря в США 1—6 февраля 2010 года произошла в районах Среднего Запада, Юго-Запада и Средней Атлантики США. Стала результатом внетропического циклона, протянувшегося от Калифорнии и Аризоны через северную Мексику и юго-восток США. По интенсивности циклон является одним из сильнейших, кроме снежной бури вызвал наводнения и оползни с человеческими жертвами в Мексике и в американских штатах Нью-Мексико, Мэриленд и Виргиния.
Наиболее интенсивный снегопад с метелью был зарегистрирован в части Мериленда, а также в других штатах Средней Атлантики. Снежный покров местами составил 0,51—1,02 м. Это привело местами к закрытию аэропортов, железнодорожного сообщения и автомагистралей.

## Галерея

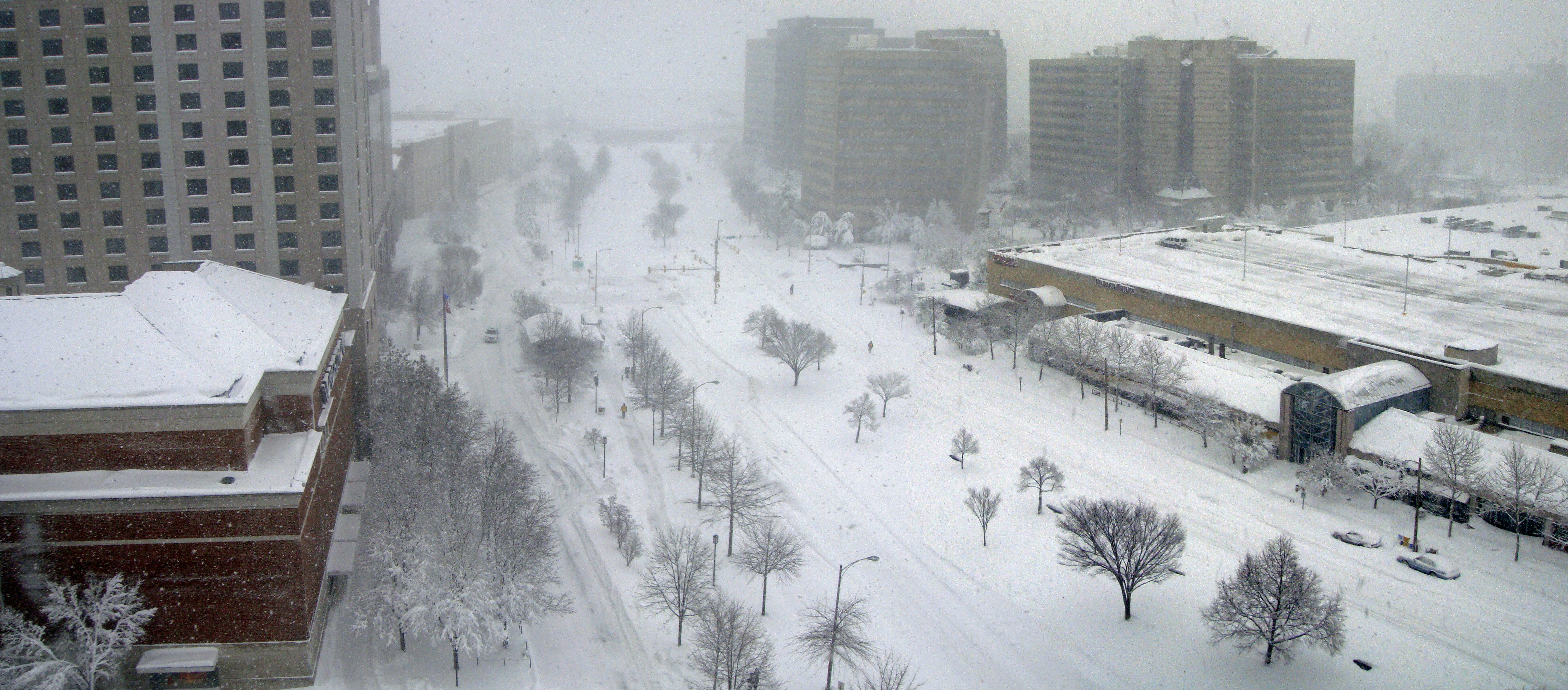
Арлингтон (округ, Виргиния) 6 февраля
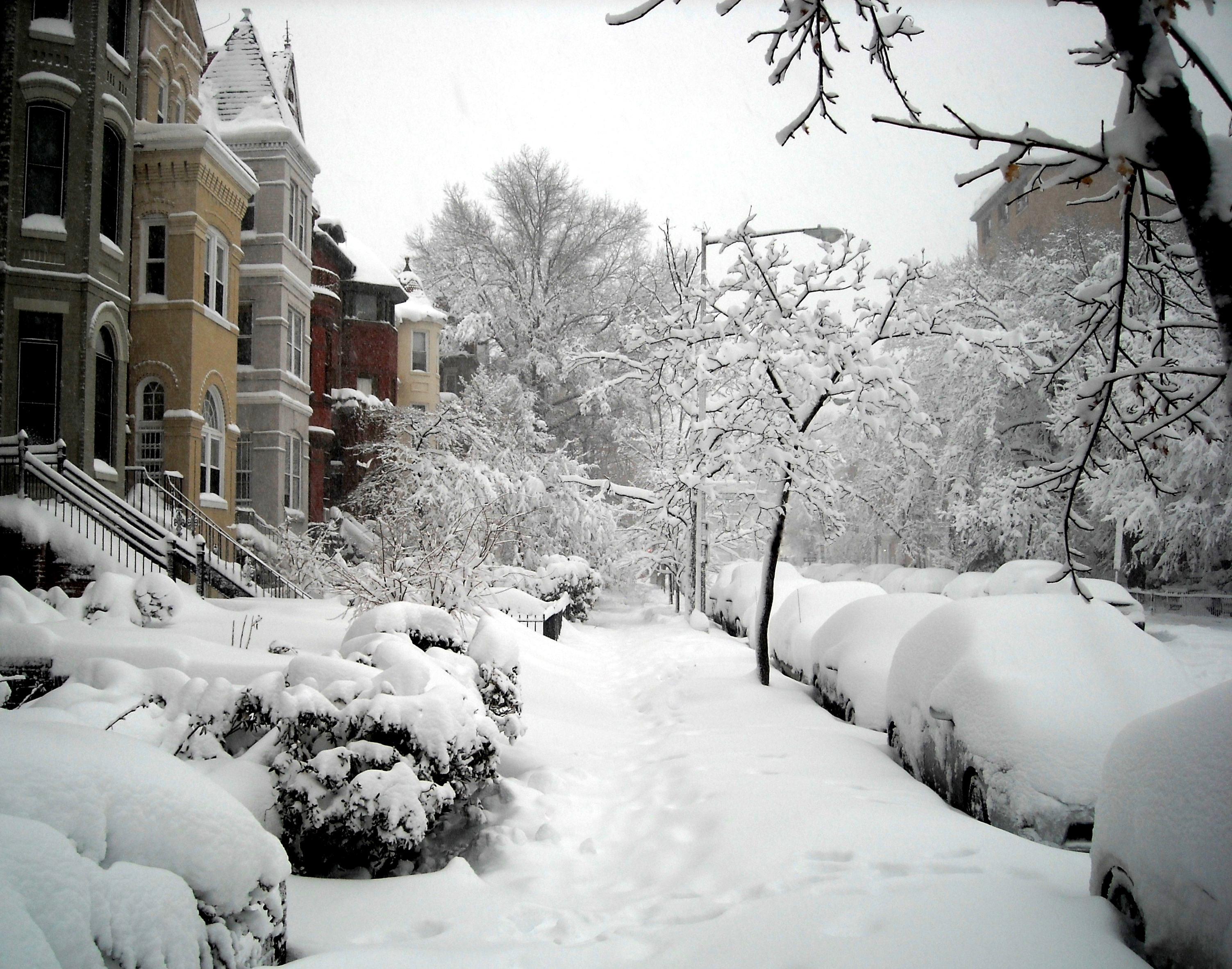
Улица Вашингтона 6 февраля.
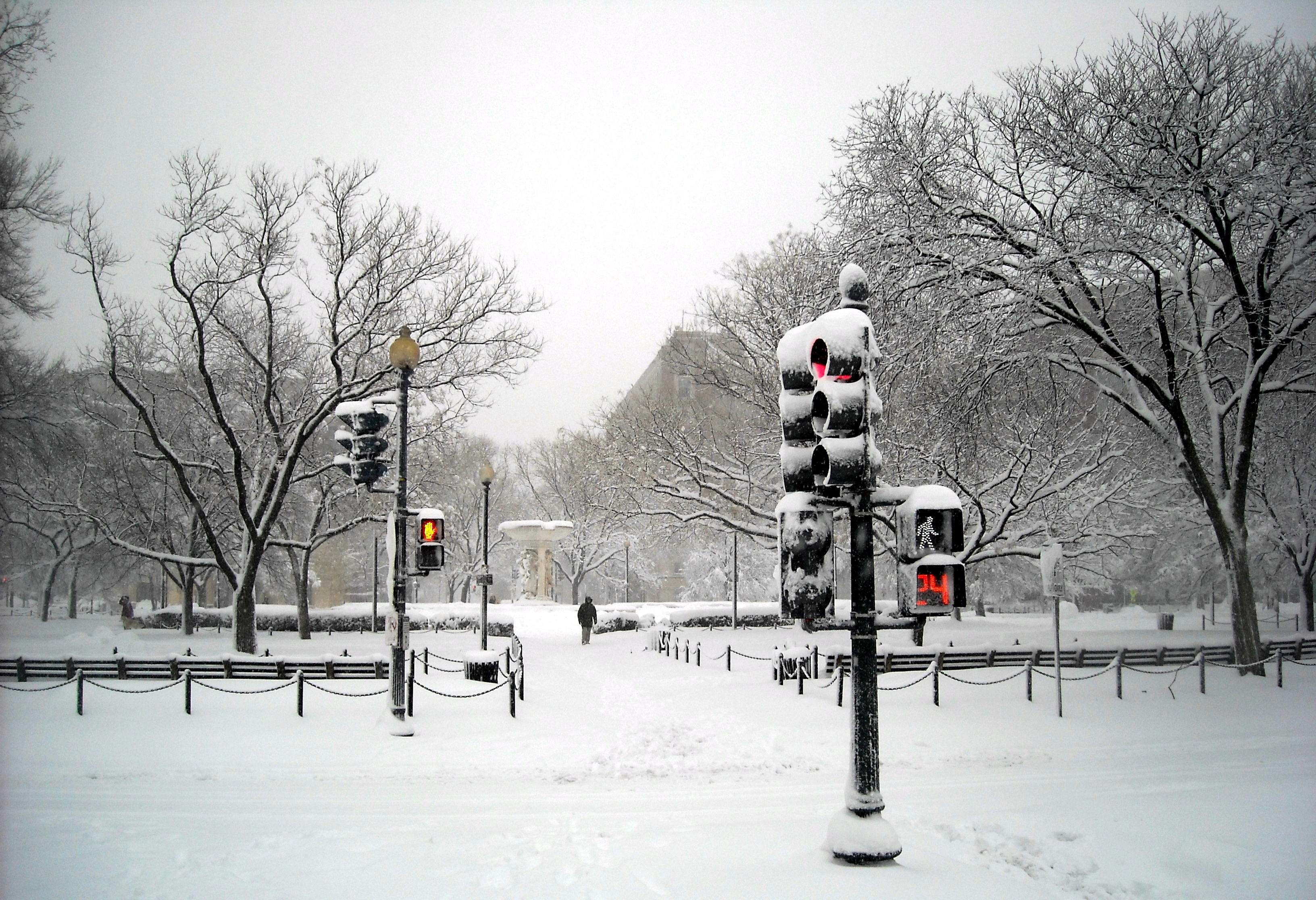
Центр Вашингтона.
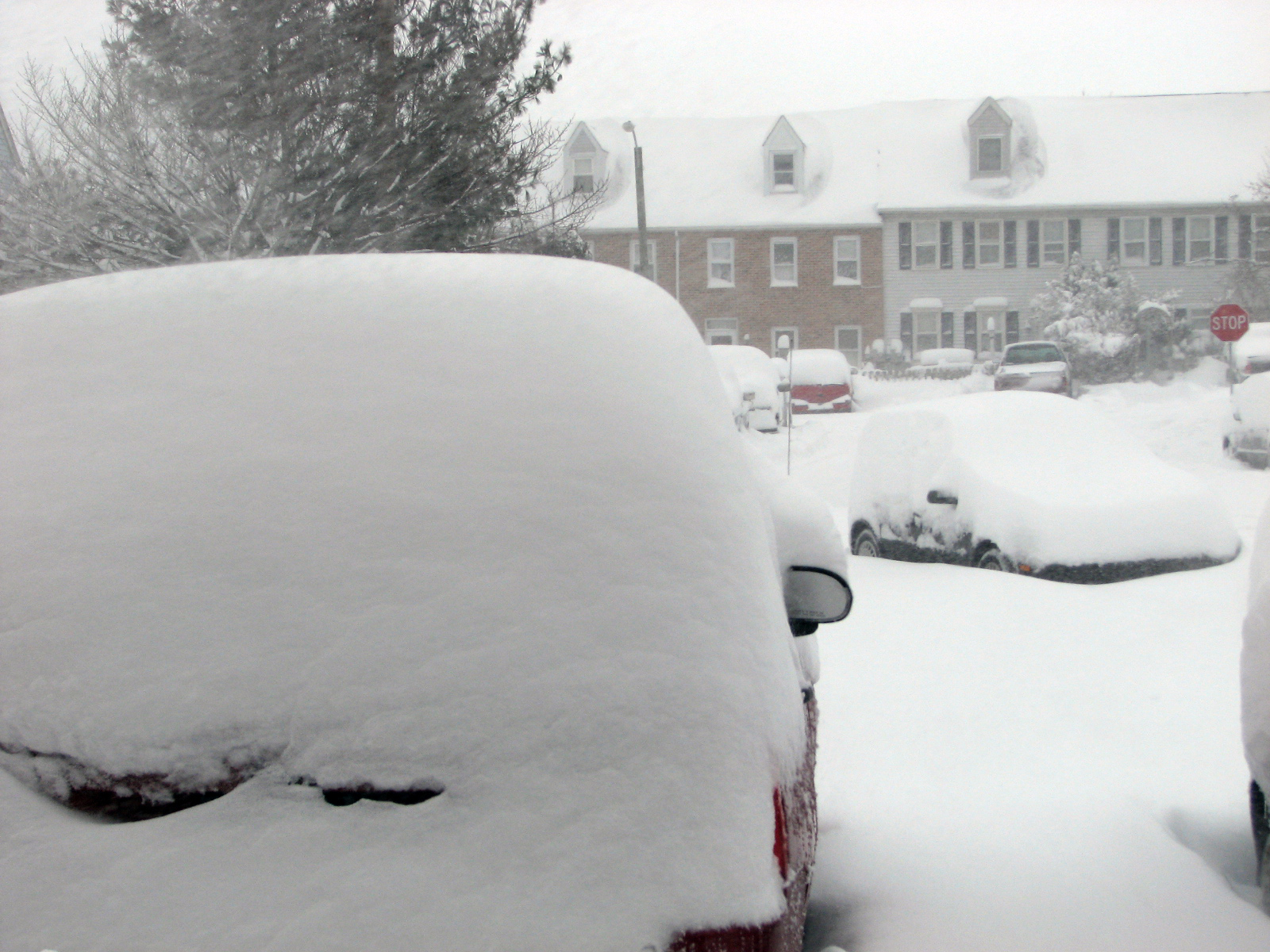
Ифрата, Пенсильвания.